# Attock
Attock (en ourdou : اٹک)  est une ville pakistanaise du Pendjab, capitale du district d'Attock. La ville se trouve dans le corridor formé par la rivière Kaboul et les rives de l'Indus et donne son nom au district qui l'inclut. La ville se situe à 80 km à l'ouest de Rawalpindi et à 100 km à l'est de Peshawar.
En 1901, on y recensait 2 866 habitants, un chiffre qui augmentera rapidement tout au long du XXe siècle. En 2017, la population de la ville comprend près de 180 000 habitants.

## Histoire

### Origines antiques
Par sa position sur la grande route Uttarapatha (en), principal axe de communication entre la Perse et la Chine, l'antique cité d'Attock Khurd recèle une riche histoire. Le grand philologue et grammairien Pāṇini, qui compila l'Aṣṭādhyāyī, la plus ancienne grammaire du sanskrit connue, naquit en -520 près d'Attock, alors territoire de l'empire Gandhâra.  
Le règne d'Asoka marque un essor du bouddhisme dans la région, qui connut dès lors de nombreuses influences y compris grecques. Quand le voyageur chinois Xuanzang visite la région, en 630 et en 643, le bouddhisme marquait une période de déclin, au profit d'un renouveau hindouiste.
La région demeura sous le contrôle de royaumes hindous jusqu'à la fin du IXe siècle, avant de tomber dans le giron des seigneurs de Kaboul, après Samanta Deva et jusqu'à la mort de Mahmûd de Ghaznî, puis sous la domination des sultans de Delhi.

### Bastion moghol
La région, Attochium Regnum – ou royaume d'Attock , –, porte d'entrée vers l'Asie centrale, se retrouve incluse dans un nouvel empire avec l'avènement du Grand Moghol Akbar. Ce dernier accroit l'importance de la ville en y bâtissant le Fort d'Attock entre 1581 et 1583, qui renforce le système de fortifications au Nord de son empire amorcé avec le Fort de Rohtas. La ville passe alors pour l'une des meilleures forteresses que le Grand Moghol possède et dont on disait « Nul étranger n'y peut entrer, s'il ne fait paroître qu'il en a obtenu la permission ». 
En outre, Akbar faisant appel à son général hindou Man Singh Ier, râjâ d'Amber, pour soumettre son frère rebelle Mirza Muhammad Hakim à Kaboul, conscient de l'inviolabilité du tabou hindou à s'aventurer au-delà des mers comme à traverser l'Indus à Attock, lui lança le célèbre dicton : « Sab bhoomi Gopal ki, tis mey Attock kahan ? Jis kei man mey khattak hain, so hi Attock rahan » (Le monde entier, dans lequel se trouve Attock, appartient à Dieu ? Seul celui qui met des entraves dans son esprit, considérera Attock comme un obstacle). 
Au déclin de l'empire moghol, les Marathes occupent Attock entre 1751 et 1760, placée sous le commandement du cousin du Peshwâ Balaji Bajirao, Raghunathrao. Dans les années qui suivirent, la ville devient le théâtre d'innombrables combats  entre Sikhs et Afghans, jusqu'à la prise du fort par le Maharaja du Pendjab, Ranjit Singh, en 1813.

### De la couronne britannique à l'indépendance
La région tomba sous la couronne britannique après la Seconde Guerre anglo-sikh et le fort perdit son importance stratégique. Le district d'Attock fut constitué en 1904 et la ville d'Attock fut alors dénommée Campbellpur (« Campbell-ville »), nom qu'elle abandonna tardivement en 1978, pour retrouver son toponyme originel d'Attock, qui signifie littéralement « piémont ».
Dès l'indépendance de la nouvelle république islamique du Pakistan en 1947, les communautés hindoues et sikhes d'Attock n'eurent d'autre choix qu'émigrer, quand les réfugiés musulmans en provenance de l'Inde commencèrent à s'y installer. 
La ville et ses environs sont connus aujourd'hui pour leur forte représentation parmi les soldats des forces armées pakistanaises.

## Démographie
La population de la ville a été multipliée par près de cinq entre 1972 et 2017, passant de 29 172 à 146 396 habitants. Entre 1998 et 2017, la croissance annuelle moyenne s'affiche à 4,0 %, largement supérieure à la moyenne nationale de 2,4 %. En 2023, la population de la ville monte à 176 544 habitants.
|            | 1972 (rec.) | 1981 (rec.) | 1998 (rec.) | 2017 (rec.) | 2023 (rec.) |
| ---------- | ----------- | ----------- | ----------- | ----------- | ----------- |
| Population | 29 172      | 39 986      | 69 729      | 146 396     | 176 544     |

## Note
1. ↑  « Il a environ quatre-vingt lieuës de long & quarante de large » (...) « environ à deux cent mille pas de Lahor vers le Couchant d'esté. »